# Helmut Strumpf
Helmut Strumpf (* 20. Februar 1951 in Colbitz) ist ein ehemaliger deutscher Ringer. Er war Vizeeuropameister 1975 im freien Stil im Federgewicht.

## Werdegang
Helmut Strumpf begann 1961 als Jugendlicher mit dem Ringen. Der gelernte Metzger wurde auf Grund seines Talentes schon bald zum SC Motor Jena delegiert und  entwickelte sich dort bei Trainer Joachim Raupach zu einem hervorragenden Freistilringer. Im Jahr 1971 machte er erstmals nachhaltig auf sich aufmerksam, als er bei der DDR-Meisterschaft im Federgewicht hinter Helmut Jirmann vom SC Leipzig den 2. Platz belegte. Damit hatte er endgültig den Sprung in die DDR-Spitze der Freistilringer im Federgewicht geschafft. Seinen Einstand bei internationalen Meisterschaften gab Helmut Strumpf bei der Europameisterschaft 1972 in Kattowitz. Er zeigte dort gute Leistungen und belegte einen hervorragenden 5. Platz, trotzdem wurde er nicht zu den Olympischen Spielen nach München entsandt. Bei der Europameisterschaft 1973 in Lausanne war er wieder dabei und erreichte den 6. Platz.
Den nächsten Einsatz bei einer internationalen Meisterschaft hatte Helmut bei den Europameisterschaften 1975 in Ludwigshafen am Rhein. Hier gelang ihm der größte Erfolg seiner Laufbahn mit dem Gewinn der Silbermedaille. Besonders hervorzuheben ist, dass er dabei den Olympiasieger von 1972 Sagalaw Abdulbekow aus der UdSSR und den Silbermedaillengewinner von 1972 Vehbi Akdağ aus der Türkei besiegte. Bei der Weltmeisterschaft 1975 in Minsk schaffte Helmut zwei bemerkenswerte Siege über die Weltklasseringer James Humphrey aus den USA und Dontscho Schekow aus Bulgarien. Da er aber gegen Dsewegiin Oidow aus der Mongolei und gegen Theodule Toulotte aus Frankreich verlor, musste er mit dem 6. Platz zufrieden sein. Oidow wurde Weltmeister vor Toulotte.
1976 wurde Helmut Strumpf auch bei den Olympischen Spielen in Montreal eingesetzt. Er hatte dabei ausgesprochenes Lospech, denn nach zwei Siegen, darunter einem über den sowjetischen Vertreter Sergej Timofejew, traf er auf Weltmeister Dsewegiin Oidow und den Überraschungsmann Yang Jung-mo aus Nordkorea, gegen die er unterlag. Yang wurde Olympiasieger vor Oidow.
Mit zwei Starts bei den Europameisterschaften 1977 und 1978 beendete Helmut Strumpf seine internationale Laufbahn. Er zeigte dort noch gute Kämpfe, konnte aber keine Medaillen mehr erringen.

## Internationale Erfolge
(OS = Olympische Spiele, WM = Weltmeisterschaft, EM = Europameisterschaft, F = Freistil, Fe = Federgewicht, damals bis 62 kg Körpergewicht, Le = Leichtgewicht, damals bis 68 kg Körpergewicht)
- 1972, 5. Platz, EM in Kattowitz, F, Fe, mit Siegen über Daniel Nicolet, Schweiz und Gerhard Weisenberger, Bundesrepublik Deutschland, einem Unentschieden gegen Andrzej Kowalski, Polen und Niederlagen gegen Rustam Iliew, UdSSR und Petre Coman, Rumänien;
- 1973, 6. Platz, EM in Lausanne, F, Fe, mit einem Sieg über Aleksandar Jordanow, Jugoslawien und Niederlagen gegen Iwan Jankow, Bulgarien und Vehbi Akdağ, Türkei;
- 1975, 4. Platz, Turnier in Galați, F, Fe, hinter Petre Coman und Constantin Moldovan, bde. Rumänien und José Ramos, Kuba und vor Prokow Schesterjakow, UdSSR;
- 1975, 2. Platz, EM in Ludwigshafen am Rhein, F, Fe, mit Siegen über Petre Coman, Manuel Roca, Spanien, Vehbi Akdağ und Sagalaw Abdulbekow, UdSSR und einer Niederlage gegen Iwan Jankow
- 1975, 1. Platz, „Werner-Seelenbinder“-Turnier in Leipzig, F, Fe, vor Constantin Moldovan und Mohammad Navai, Iran;
- 1975, 6. Platz, WM in Minsk, F, Fe, mit Siegen über James Humphrey, USA und Dontscho Schekow, Bulgarien und Niederlagen gegen Theodule Toulotte, Frankreich und Dsewegiin Oidow, Mongolei;
- 1976, 2. Platz, „Werner-Seelenbinder“-Turnier in Dresden, F, Fe, hinter Zbigniew Żedzicki, Polen und vor Eduard Giray, Bundesrepublik Deutschland;
- 1976, 8. Platz, OS in Montreal, F, Fe, mit Siegen über Sergej Timofejew, UdSSR und Benjamin Varela, Puerto Rico und Niederlagen gegen Dsewegiin Oidow und Yang Jung-mo, Nordkorea;
- 1977, 1. Platz, Großer Preis der Bundesrepublik Deutschland in Freiburg im Breisgau, F, Fe, vor Eduard Giray und Tadeusz Lucywo, Polen;
- 1977, 6. Platz, EM in Bursa, F, Fe, mit Siegen über Nussetin Kurt, Türkei und Miguel Gonzalez, Spanien und Niederlagen gegen Wladimir Jumin, UdSSR und Miho Dukow, Bulgarien;
- 1978, 7. Platz, EM in Sofia, F, Fe, nach Niederlagen gegen Eduard Giray und Vehbi Akdağ

## DDR-Meisterschaften
- 1971, 2. Platz, F, Fe, hinter Helmut Jirmann, SC Leipzig und vor Seifert, SC Leipzig,
- 1972, 1. Platz, F, Fe, vor Karl-Heinz Stahr und Dietrich Pagels, beide SG Dynamo Luckenwalde,
- 1973, 3. Platz, F, Fe, hinter Horst Mayer, SG Dynamo Luckenwalde und vor Karl-Heinz Stahr
- 1974, 1. Platz, F, Fe, vor Lutz Eichelmann, SG Dynamo Luckenwalde und Erhard Pocher, SC Motor Jena,
- 1975, 2. Platz, F, Le, hinter Eberhard Probst, SC Chemie Halle und vor Neumeister, SC Leipzig,
- 1977, 2. Platz, F, Fe, hinter Peter Dahlke, SG Dynamo Luckenwalde und vor Krause, SC Motor Jena,
- 1978, 1. Platz, F, Fe, vor Erhard Pocher und Neid, SC Chemie Halle